# Carovigno (stacja kolejowa)
Carovigno (wł. Stazione di Carovigno) – stacja kolejowa w Carovigno, w prowincji Brindisi, w regionie Apulia, we Włoszech.
Według klasyfikacji RFI ma kategorię brązową.
Stacja została otwarta w 1865 roku wzdłuż linii kolejowej Bari - Brindisi.
Jest aktywna do obsługi pasażerów na linii Bari - Lecce: zatrzymują się tu różne pociągi regionalne.
Stacja, która jest około czterech kilometrów od miasta, położona jest na równinie, który schodzi od strony miasta do morza.

## Linie kolejowe
Adriatica